# Miantochora fletcheri
Miantochora fletcheri là một loài bướm đêm trong họ Geometridae.